# Novarupta
Le Novarupta est un volcan des États-Unis situé en Alaska, à proximité du mont Katmai. Il s'est formé au cours de son unique éruption en 1912 qui est une des plus puissantes du XXe siècle et qui a donné naissance à une formation volcano-sédimentaire remarquable, la vallée des Dix Mille Fumées, mise en place par une déferlante pyroclastique.

## Toponymie
Novarupta est un terme latin signifiant en français « nouvelle éruption ». Il est aussi appelé volcan Novarupta, en anglais Novarupta volcano.

## Géographie

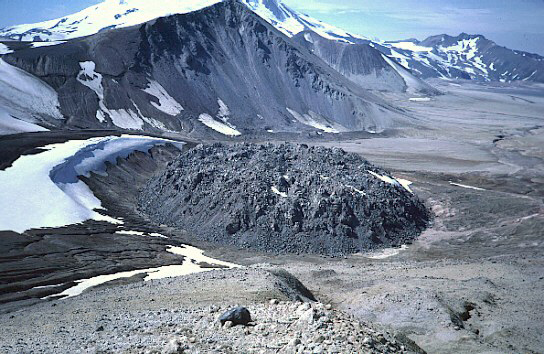
Vue du dôme de lave du Novarupta.

Le Novarupta est situé aux États-Unis, dans le Sud-Ouest de l'Alaska, à 430 kilomètres au sud-ouest d'Anchorage et au début de la péninsule d'Alaska. Il se trouve en amont de la vallée des Dix Mille Fumées, à l'ouest du mont Katmai et au nord-nord-ouest du Trident, deux autres volcans.
Le Novarupta se présente sous la forme d'une caldeira peu profonde de deux kilomètres de diamètre contenant en son centre un dôme de lave culminant à 841 mètres d'altitude,. Ce dôme de lave mesure 400 mètres de diamètre pour 65 mètres de hauteur,. Sa surface chaotique est composée de blocs de lave et de brèches.

## Histoire
Le Novarupta n'est entré qu'une seule fois en éruption, du 6 juin à courant octobre 1912. Au cours de cette éruption d'indice d'explosivité volcanique de 6, une déferlante pyroclastique s'est formée et s'est principalement dirigée vers le nord-ouest. Les dépôts de ce surge forment depuis, un sol d'ignimbrites, appelé la vallée des Dix Mille Fumées. Cette éruption volcanique du Novarupta s'est produite alors que le mont Katmai voisin était lui-même en éruption. Une hypothèse est que la chambre magmatique alimentant le mont Katmai s'est brutalement vidée via le Novarupta, formant ainsi la caldeira du mont Katmai.
Trois éruptions, le 19 mai 1949, début juillet 1950 et en 1953, ont été discréditées,.